# Maniitsoq
Maniitsoq (zastarale Manîtsoq), dříve Sukkertoppen (jinak také Zukkertoppen, Sukkertop, Zukkertop, nebo Zuckerhut) je město na stejnojmenném ostrově na západním pobřeží Grónska v kraji Qeqqata. V roce 2017 tu žilo 2609 obyvatel, což z něj činí šesté největší město Grónska.

## Historie
Archeologické nálezy ukazují, že oblast byla osídlena před více než 4000 lety.
Moderní město bylo v roce 1782 založeno jako Nye-Sukkertoppen, když dánští kolonisté přemístili obchodní stanici, založenou v roce 1755 na místě dnešního Kangaamiutu. Později byla stanice přejmenována na Sukkertoppen.
V 19. století sloužilo město jako významné obchodní místo pro obchod se soby patřící společnosti Royal Greenland.
Obec Maniitsoq byla bývalou správní jednotkou Grónska. Ta je nyní součástí kraje Qeqqata.

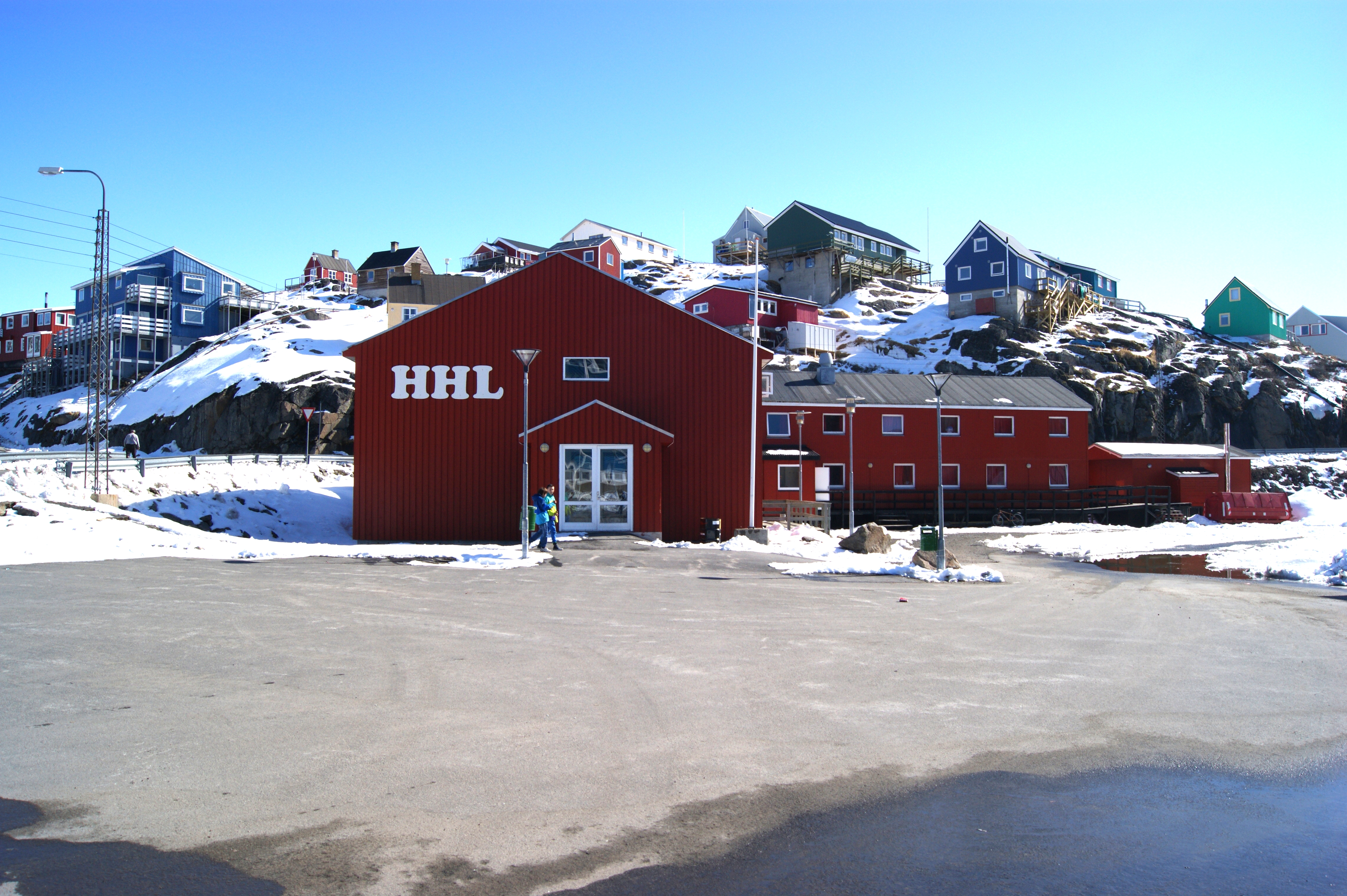
Hotel v Maniitsoqu

## Průmysl
Existují pokročilé plány pro zavedení firmy Alcoa do Grónska, a to buď do Maniitsoqu, nebo Sisimiutu. Firma by měla poskytnout zaměstnání pro 600–700 lidí, nebo pro více než 1% obyvatel Grónska.

## Doprava

### Vzduch
Maniitsoqu slouží Air Greenland, z místního letiště lze létat do Nuuku, Kangerlussuaqu, a Sisimiutu.

### Moře
Maniitsoq je přístavní město pro společnost Arctic Umiaq.

## Počet obyvatel
Počet obyvatel Maniitsoqu klesá. Město ztratilo téměř 15% obyvatel oproti počtu obyvatel z roku 1990 a téměř 9% oproti roku 2000. Mezi lety 2009–2012 byl počet obyvatel stabilní, v roce 2013 prudce klesl z 2728 obyvatel na 2612 obyvatel, klesal až do roku 2015 na konečných 2523 obyvatel, v roce 2017 se však opět zvýšil na 2609 obyvatel.
Migranti z menších osad (např. z Kangaamiutu nebo Napasoqu) se raději stěhují do Sisimiutu, Nuuku, nebo Aasiaatu než do Maniitsoqu. Kangerlussuaq, Sarfannguit a Sisimiut jsou jediné osady v kraji Qeqqata, jejichž počet obyvatel roste.

## Významní lidé
- Mimi Karlsenová (*1957), politička
- Sofie Petersenová (*1955), luteránská biskupka v Grónsku
- Rasmus Lyberth (*1951), zpěvák a herec
- Thue Christiansen (*1940), designér grónské vlajky, umělec

## Partnerská města
- Esbjerg, Dánsko